# Берегове (Скадовський район)
Берегове́ — село в Україні, у Бехтерській сільській громаді Скадовського району Херсонської області. Населення становить 2 особи. 24 лютого 2022 року село тимчасово окуповане російськими військами під час російсько-української війни.

## Населення
Згідно з переписом УРСР 1989 року чисельність наявного населення села становила 7 осіб, з яких 3 чоловіки та 4 жінки.
За переписом населення України 2001 року в селі мешкала 1 особа. 100 % населення вказало своєю рідною мовою українську мову.